# Музей колонії Корніш
Музей колонії Корніш (англ. Cornish Colony Museum) — колишній музей у місті Віндзор, штат Вермонт, США. Названий на честь і присвячений однойменній мистецькій колонії в Корніші й був присвячений членам цієї мистецької колонії.

## Історія
Музей був створений у 1998 році в місті Корніш, штат Нью-Гемпшир, і займав будинок Mastlands XIX століття. У 2005 році музей переїхав у місто Віндзор, штат Вермонт, і розташувався в будівлі, де раніше знаходилася міська пожежна частина. Після деяких організаційних труднощів, у тому числі податкових, музей повернувся в Корніш, але 2010 року припинив своє існування.
Експозиція музею відображала час і людей, які жили й працювали в колонії. Після його закриття частина колекції була продана з аукціону, решту документів і деякі експонати, пов'язані з історією заснування музею, наразі розміщені в сусідньому Коледжі Дартмут (англ. Dartmouth College). Протягом своєї короткої історії в музеї регулярно проводилися виставки, орієнтовані на художників-колоністів і сучасних американських художників. Також проводився захід «Познайомся з художником» (англ. Meet the Artist), куди запрошувалися сучасні художники США.